# بورتون جاي ويستكوت
بورتون جاي ويستكوت (بالإنجليزية: Burton J. Westcott)‏ هو شخصية أعمال أمريكي، ولد في 1868، وتوفي في 1926.